# Otočac
Otočac (Hongaars: Otocsán , Duits:Ottocan , Italiaans:Ottocio) is een stad en gemeente in de Kroatische provincie Lika-Senj.
Otočac telt 10.411 inwoners. De oppervlakte bedraagt 565,3 km², de bevolkingsdichtheid is 18,4 inwoners per km².

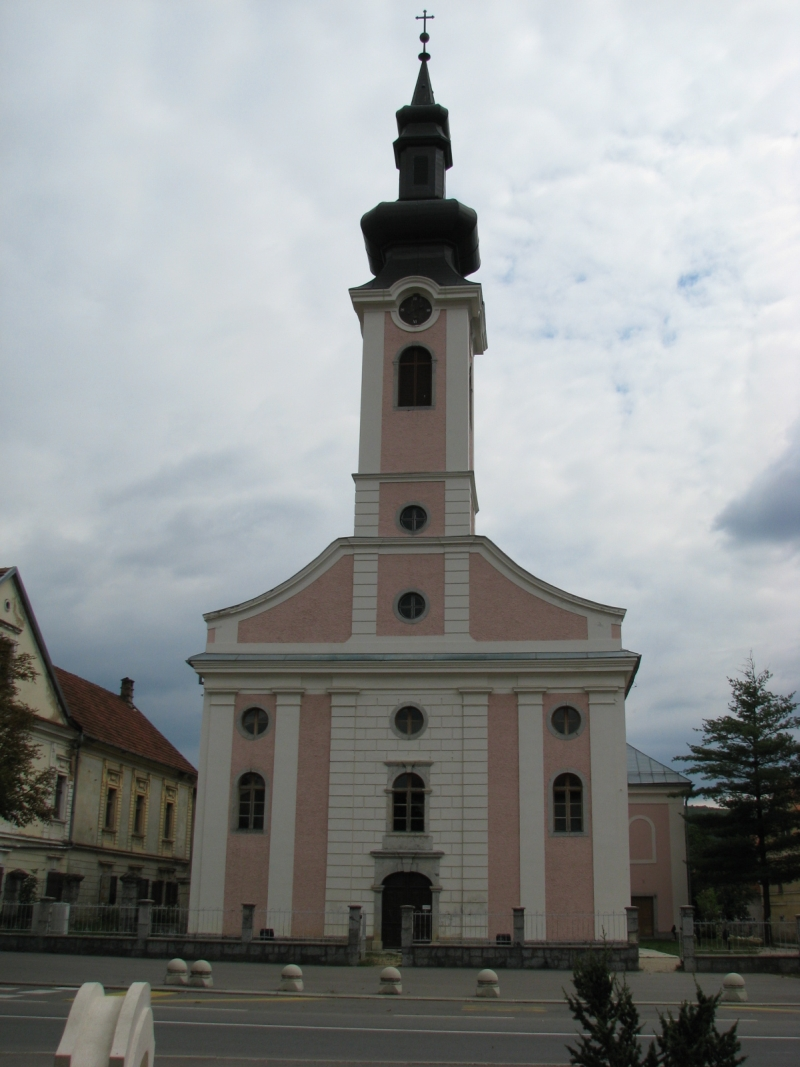
Kerk in Otočac

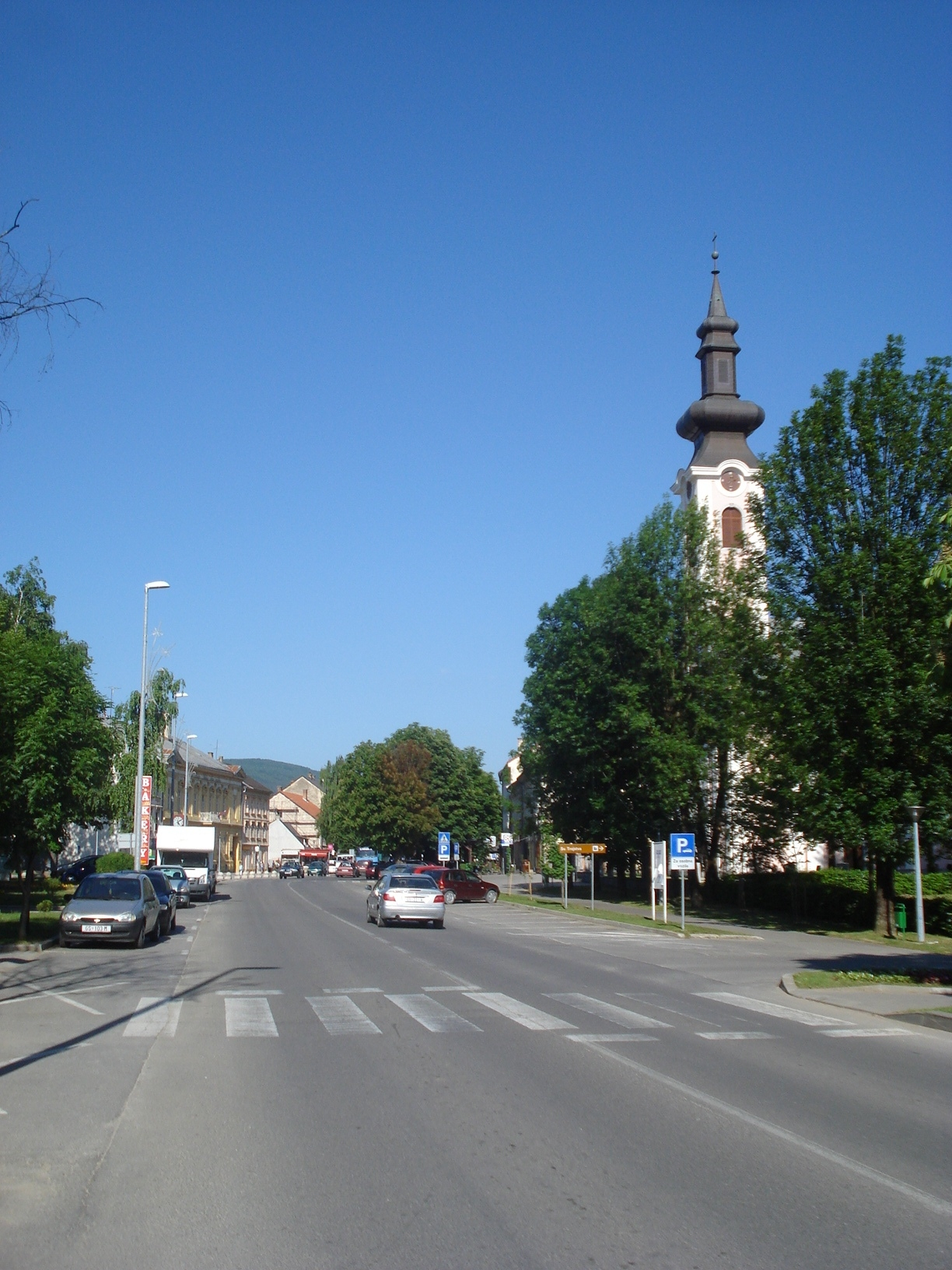
Otočac - Midden

Steden (gradovi): Gospić · Novalja · Otočac · Senj

Gemeenten (općine): Brinje · Donji Lapac · Karlobag · Lovinac · Perušić · Plitvička Jezera · Udbina · Vrhovine